# Phedomenus catalai
Phedomenus catalai là một loài bọ cánh cứng trong họ Elateridae. Loài này được Fleutiaux miêu tả khoa học năm 1941.